# Digimon Battle Spirit 2
Digimon Battle Spirit 2, pubblicato originariamente in Giappone come Battle Spirit: Digimon Frontier (バトルスピリット デジモンフロンティア?, Batoru Supiritto Dejimon Furontia), è un videogioco picchiaduro a incontri sviluppato da Dimps e pubblicato da Bandai, appartenente al franchise Digimon. Rappresenta il sequel di Digimon Battle Spirit e proprio come quest'ultimo, è stato distribuito esclusivamente sul mercato giapponese per la console portatile WonderSwan Color nel 2002. Successivamente, è stato convertito per Game Boy Advance ed è uscito in Nord America nel 2003 e poi in Europa nel 2004.
Digimon Battle Spirit 2 è un titolo d'azione con una trama semplicistica e temi musicali tratti dalla serie animata. Il gioco fa uso dell'accessorio Game Link Cable per consentire l'utilizzo della modalità multiplayer che supporta fino a due giocatori.

## Trama
Gli eventi di Digimon Battle Spirit 2 si ispirano a quelli di Digimon Frontier. Il malvagio Kerpymon ha gettato nel caos Digiworld, dove un tempo regnava la pace. Così per far fronte alla minaccia, cinque digiprescelti iniziano una lunga serie di battaglie per sconfiggere il nemico una volta per tutte.

## Modalità di gioco
Il gioco è ispirato ai personaggi della quarta stagione dell'anime del franchise, Digimon Frontier. Il titolo presenta un totale di cinque personaggi giocabili disponibili, ovvero Agunimon, Lobomon, Kazemon, Beetlemon e Kumamon, ciascuno con quattro attacchi specifici, abilità differenti, mosse speciali e le rispettive digivoluzioni. A questi si aggiungo tre personaggi sbloccabili, ovvero Lowemon, ExAgunimon e ExLobomon, portando il totale a otto. Il gameplay è simile a quello del suo predecessore, Digimon Battle Spirit. Nel gioco sono presentate solo due modalità - Battaglia 1G e Battaglia 2G - in cui il giocatore deve raccogliere il maggior numero di sfere blu chiamate "D-Spirits" prima dello scadere del tempo. Vince il combattimento il personaggio che ottiene il maggior numero di sfere prima della fine del tempo. Le sfere si ottengono solo quando il giocatore colpisce l'avversario. Il giocatore può utilizzare la barra della digievoluzione, che consente la trasformazione temporanea di un Digimon che gli consentirà di utilizzare quattro attacchi diversi e più potenti, per portarsi in vantaggio durante la partita.
Le novità introdotte rispetto al passato includono dei "diamanti gialli" che consentono al giocatore di digievolvere a "livello Animale" (anch'esso di breve durata). Digimon Battle Spirit 2 presenta sei arene caratterizzate dalla presenza di alcune piattaforme su cui saltare e muoversi. Una volta che gli avversari sono fuori combattimento, il giocatore deve affrontare il boss finale, Kerpymon. Inoltre sarà possibile partecipare anche ad alcuni minigiochi bonus. Rispetto al primo Battle Spirit i singoli personaggi possono attaccare con mosse normali quattro volte anziché due e sono presenti più sfere Spirit, quelle normali, blu o rosse a seconda del proprietario, quelle da due unità, che lampeggiano di un colore più chiaro, e le sfere da tre unità, che sono circondate da un alone dorato. Nel caso delle mosse speciali che richiedono l'uso del tasto d'attacco e la pulsantiera di comando, c'è una piccola differenza rispetto alla prima versione. Mentre nel primo gioco esistevano due mosse a terra ed una in aria, sempre diversa dalle due, adesso ci sono due mosse a terra, ed una mossa ad aria che è una versione aerea di una delle due mosse a terra. 
Per la digievoluzione, i personaggi non hanno più bisogno di aspettare Calumon, ed invece possono digievolvere a piacimento, a patto che abbiano riempito una delle due barre speciali: la prima, la barra della digievoluzione a tempo, si riempie colpendo il nemico, e funziona in maniera simile alla digievoluzione nel primo gioco: il personaggio può usare mosse potenziate nelle quali si evolve in uno stadio superiore. La seconda barra invece, è la barra Spirit, e si riempie sferrando combo abbastanza lunghe sul nemico o colpendo uno dei Digimon che appaiono nell'arena al momento giusto. Una volta ottenute cinque medaglie Ancient Spirit, il Digimon può accedere alla digievoluzione Ancient, e se la mossa viene effettuata vicino ad un nemico, partirà una cutscene nella quale la forma Ancient colpirà con una mossa speciale l'avversario. Tale mossa lascia cadere un buon numero di sfere Spirit da tre unità. Il gioco non da più la possibilità di premere il pulsante R per effettuare una specie di provocazione nella quale il Digimon fa qualche azione a caso.
Da Digimon Tamers: Battle Spirit Ver. 1.5 fanno ritorno gli Stemmi Domatore, ovvero delle targhette ottenibili dopo aver sconfitto il boss finale ed aver raccolto un numero elevato di "D-Spirits"; più punti saranno raccolti e migliore sarà il giudizio. Le targhette potranno poi essere visualizzate nella modalità Collezione. Un'altra caratteristica tratta dalla precedente versione è il minigioco chiamato Tiro al Digimon (Digimon Shoot), il quale prende come ispirazione l'hockey sul ghiaccio. L'obiettivo è spingere fuori dal campo i dischi degli avversari prima che siano loro a riuscirci. Nella versione originale la modalità multiplayer è possibile collegando due WonderSwan Color fra loro oppure con un Digivice D-Ark, mentre in quella per Game Boy Advance bisogna fare uso dell'accessorio Game Link Cable; in entrambi i casi vengono supportati fino a due giocatori.

## Sviluppo
Digimon Battle Spirit 2 è stato sviluppato da Dimps, studio già responsabile dei precedenti Digimon Battle Spirit e Digimon Tamers: Battle Spirit Ver. 1.5. Il gioco è stato pubblicato per la prima volta in Giappone il 7 dicembre 2002 per WonderSwan Color edito da Bandai. Durante l'E3 2003, Bandai annunciò una conversione di questo titolo per Game Boy Advance, affermando che si trattava di un videogioco a scorrimento orizzontale in cui un Digimon affrontava gli altri in diverse arene. Il gioco venne reso disponibile per il mercato occidentale rispettivamente il 23 settembre 2003 in Nord America, il 26 agosto 2004 in Italia e il 27 agosto seguente nel resto d'Europa. Il gioco ha ricevuto una valutazione "E" (per tutti) dall'Entertainment Software Rating Board (ESRB) e "3+" dal Pan European Game Information (PEGI). La versione occidentale differisce da quella originale giapponese per alcune caratteristiche. Sono state inserite delle bande laterali allo schermo per via delle differente risoluzione del Game Boy Advance rispetto a quella del WonderSwan Color ed è stato rimosso il supporto al Digivice D-Ark. Inoltre sono state sostituite le versioni strumentali dei brani Salamander e The Last Element con altri totalmente nuovi.

## Accoglienza
| Testata                            | Versione | Giudizio |
| ---------------------------------- | -------- | -------- |
| Metacritic (media al 04-07-2021)   | GBA      | 63/100   |
| GameRankings (media al 05-12-2019) | GBA      | 62.50%   |
| Famitsū                            | WSC      | 26/40    |
| Nintendo Power                     | GBA      | 68/100   |
| IGN                                | GBA      | 7/10     |
| Jeuxvideo.com                      | GBA      | 9/20     |
| GMR                                | GBA      | 40/100   |
| Cubed3                             | GBA      | 7/10     |
| AllGame                            | GBA      | 3/5      |
| VicioJuegos.com                    | GBA      | 74/100   |
| Meristation                        | GBA      | 6.4/10   |

Digimon Battle Spirit 2 ha ricevuto opinioni contrastanti dalla stampa specializzata. L'aggregatore Metacritic ha assegnato una media del 68% sulla base di cinque recensioni. Invece su GameRankings ha una media complessiva del 62% in base a quattro recensioni.
Al momento dell'uscita, i quattro recensori della rivista Famitsū hanno dato un punteggio di 26/40 alla versione originale per WonderSwan Color.
La testata Nintendo Power gli attribuì un punteggio del 68% commentandolo così: "Il gioco non è approfondito, ma può soddisfare i fan dei Digimon". Craig Harris di IGN gli ha attribuito un punteggio di 7 su 10, aggiungendo un giudizio favorevole sul gameplay e sulla presentazione, ma sfavorevole sul pessimo sonoro; prima dell'uscita, lo stile di gioco venne paragonato a quello della serie Super Smash Bros.. Logan di Jeuxvideo.com lo descrisse come "un picchiaduro molto nella media, lontano dall'essere avvincente e non costituiva un vero vantaggio per la serie animata", attribuendogli così un punteggio di 9 su 20. La testata GMR affermò che Digimon Battle Spirit 2 svolgeva un lavoro ammirevole nel catturare l'azione mischiandola all'elemento platform con le accese risse del franchise più famoso di Nintendo, ma nonostante ciò continuava a non funzionare come doveva. Jorge Ba-oh di Cubed3 sostenne che il titolo era abbastanza unico nel suo genere; quasi diverso da quanto si aspettava. L'impressione immediata era quella di un picchiaduro standard quasi generico, tuttavia dopo aver giocato per un po' sembrava adattarsi alle abilità e alle aspettative generali di un membro del genere, sebbene presentasse caratteristiche e stili di altri titoli offrendo un cambiamento piacevole e rinfrescante ai canoni classici. In conclusione Ba-oh ritenne che i diversi segreti da sbloccare e la forma di gioco unica e quasi nuova non bastavano per renderlo qualcosa di sostanziale e longevo. Scott Alan Marriott di AllGame ha dato al titolo tre stelle su cinque, anche se non ha fornito una recensione più approfondita. Pablo González Taboada di VicioJuegos.com trovò un sistema di controllo semplice assieme alle piattaforme che si rivelavano particolarmente importanti per il gameplay, consigliandolo ai fan dei Digimon.
In una recensione in retrospettiva, Mauro García del portale spagnolo Meristation ha sostenuto che i bambini lo avrebbero visto con occhi migliori e che poteva piacere anche a chi non era un fan della saga in quanto offriva in modo semplice e sicuro quello che voleva un pubblico che non aveva grandi pretese. Non era un titolo definitivo o il più originale, non vantava nemmeno la migliore delle presentazioni, ma poteva essere divertente a chi piaceva il genere; era un buon gioco, ma aveva margini di miglioramento. Raffaele Staccini di Multiplayer.it classificò Digimon Battle Spirit 2 come il quinto miglior gioco della serie.